# Кубок Футбольной лиги 1984/1985
Кубок Футбольной лиги 1984/85 (англ. 1984–85 Football League Cup) стал двадцать пятым розыгрышем Кубка Футбольной лиги, клубного турнира на выбывание для английских и валлийских футбольных клубов, выступавших в Футбольной лиге Англии. Турнир прошёл с 27 августа 1984 года по 24 марта 1985 года.
Победу в турнире во второй раз одержал клуб «Норвич Сити», обыгравший в финальном матче «Сандерленд» на стадионе «Уэмбли» в Лондоне. Примечательно, что оба финалиста Кубка Футбольной лиги этого сезона, «Норвич Сити» и «Сандерленд», выбыли во Второй дивизион по итогам своих выступлений в лиге. Победитель Кубка Футбольной лиги «Норвич Сити» должен был сыграть в Кубке УЕФА следующего сезона, но из-за действий болельщиков «Ливерпуля», приведших к Эйзельской трагедии 1985 года, был дисквалифицирован наряду с другими английскими клубами.

## Первый раунд
В первом раунде приняли участие 56 команд. Победитель определялся по сумме двух матчей.
| Первая команда   | Первый матч | Ответный матч | Итог | Вторая команда    | Даты            | Даты              |
| Первая команда   | Первый матч | Ответный матч | Итог | Вторая команда    | Первый матч     | Ответный матч     |
| ---------------- | ----------- | ------------- | ---- | ----------------- | --------------- | ----------------- |
| Олдершот         | 4:0         | 1:0           | 5:0  | Борнмут           | 28 августа 1984 | 4 сентября 1984   |
| Блэкпул          | 1:0         | 3:0           | 4:0  | Честер Сити       | 28 августа 1984 | 5 сентября 1984   |
| Болтон Уондерерс | 2:1         | 4:4           | 6:5  | Олдем Атлетик     | 28 августа 1984 | 4 сентября 1984   |
| Брэдфорд Сити    | 2:0         | 2:2           | 4:2  | Мидлсбро          | 29 августа 1984 | 4 сентября 1984   |
| Брентфорд        | 2:0         | 0:1           | 2:1  | Кембридж Юнайтед  | 28 августа 1984 | 4 сентября 1984   |
| Бристоль Сити    | 2:1         | 3:0           | 5:1  | Ньюпорт Каунти    | 28 августа 1984 | 4 сентября 1984   |
| Бернли           | 1:2         | 3:0           | 4:2  | Кру Александра    | 28 августа 1984 | 4 сентября 1984   |
| Кристал Пэлас    | 1:0         | 0:0           | 1:0  | Нортгемптон Таун  | 27 августа 1984 | 4 сентября 1984   |
| Дарлингтон       | 1:2         | 0:4           | 1:6  | Ротерем Юнайтед   | 28 августа 1984 | 4 сентября 1984   |
| Дерби Каунти     | 5:1         | 1:0           | 6:1  | Хартлпул Юнайтед  | 29 августа 1984 | 5 сентября 1984   |
| Донкастер Роверс | 2:3         | 0:5           | 2:8  | Йорк Сити         | 28 августа 1984 | 4 сентября 1984   |
| Эксетер Сити     | 1:0         | 0:2           | 1:2  | Кардифф Сити      | 29 августа 1984 | 4/5 сентября 1984 |
| Джиллингем       | 3:2         | 2:0           | 5:2  | Колчестер Юнайтед | 28 августа 1984 | 4 сентября 1984   |
| Галифакс Таун    | 1:1         | 2:1           | 3:2  | Честерфилд        | 28 августа 1984 | 4 сентября 1984   |
| Херефорд Юнайтед | 2:2         | 3:5           | 5:7  | Оксфорд Юнайтед   | 29 августа 1984 | 4 сентября 1984   |
| Линкольн Сити    | 0:2         | 1:4           | 1:6  | Халл Сити         | 29 августа 1984 | 4 сентября 1984   |
| Лейтон Ориент    | 2:1         | 0:0           | 2:1  | Саутенд Юнайтед   | 28 августа 1984 | 5 сентября 1984   |
| Плимут Аргайл    | 1:0         | 1:0           | 2:0  | Торки Юнайтед     | 27 августа 1984 | 4 сентября 1984   |
| Портсмут         | 3:0         | 0:1           | 3:1  | Уимблдон          | 28 августа 1984 | 4 сентября 1984   |
| Порт Вейл        | 1:0         | 1:2           | 2:2  | Бери              | 28 августа 1984 | 4 сентября 1984   |
| Рединг           | 1:1         | 3:4           | 4:5  | Миллуолл          | 29 августа 1984 | 4 сентября 1984   |
| Сканторп Юнайтед | 0:1         | 2:1           | 2:2  | Мансфилд Таун     | 28 августа 1984 | 5 сентября 1984   |
| Шеффилд Юнайтед  | 1:0         | 2:2           | 3:2  | Питерборо Юнайтед | 28 августа 1984 | 5 сентября 1984   |
| Стокпорт Каунти  | 3:1         | 2:1           | 5:2  | Рочдейл           | 27 августа 1984 | 4 сентября 1984   |
| Суонси Сити      | 0:2         | 1:3           | 1:5  | Уолсолл           | 28 августа 1984 | 4 сентября 1984   |
| Суиндон Таун     | 1:5         | 1:0           | 2:5  | Бристоль Роверс   | 27 августа 1984 | 4 сентября 1984   |
| Транмир Роверс   | 2-3         | 2:2           | 4:5  | Престон Норт Энд  | 28 августа 1984 | 4 сентября 1984   |
| Рексем           | 0:3         | 0:2           | 0:5  | Уиган Атлетик     | 28 августа 1984 | 4 сентября 1984   |

## Второй раунд
Во втором раунде приняли участие 64 команды. Победитель определялся по сумме двух матчей.
| Первая команда           | Первый матч | Ответный матч | Итог | Вторая команда          | Даты             | Даты              |
| Первая команда           | Первый матч | Ответный матч | Итог | Вторая команда          | Первый матч      | Ответный матч     |
| ------------------------ | ----------- | ------------- | ---- | ----------------------- | ---------------- | ----------------- |
| Арсенал                  | 4:0         | 1:1           | 5:1  | Бристоль Роверс         | 25 сентября 1984 | 9 октября 1984    |
| Бирмингем Сити           | 4:1         | 1:0           | 5:1  | Плимут Аргайл           | 25 сентября 1984 | 9 октября 1984    |
| Блэкберн Роверс          | 1:1         | 1:3           | 2:4  | Оксфорд Юнайтед         | 25 сентября 1984 | 10 октября 1984   |
| Брайтон энд Хоув Альбион | 3:1         | 0:3           | 3:4  | Олдершот                | 25 сентября 1984 | 9 октября 1984    |
| Бристоль Сити            | 2:2         | 1:6           | 3:8  | Вест Хэм Юнайтед        | 25 сентября 1984 | 9 октября 1984    |
| Чарльтон Атлетик         | 0:1         | 0:2           | 0:3  | Ноттс Каунти            | 25 сентября 1984 | 9 октября 1984    |
| Челси                    | 3:1         | 1:1           | 4:2  | Миллуолл                | 26 сентября 1984 | 9 октября 1984    |
| Фулхэм                   | 2:0         | 2:1           | 4:1  | Карлайл Юнайтед         | 25 сентября 1984 | 9 октября 1984    |
| Джиллингем               | 1:2         | 2:3           | 3:5  | Лидс Юнайтед            | 25 сентября 1984 | 10 октября 1984   |
| Гримсби Таун             | 3:0         | 1:1           | 4:1  | Барнсли                 | 25 сентября 1984 | 9 октября 1984    |
| Галифакс Таун            | 1:5         | 0:4           | 1:9  | Тоттенхэм Хотспур       | 26 сентября 1984 | 9 октября 1984    |
| Ипсвич Таун              | 4:2         | 1:1           | 5:3  | Дерби Каунти            | 25 сентября 1984 | 10 октября 1984   |
| Лестер Сити              | 4:2         | 2:0           | 6:2  | Брентфорд               | 26 сентября 1984 | 9 октября 1984    |
| Манчестер Сити           | 4:2         | 3:1           | 7:3  | Блэкпул                 | 25 сентября 1984 | 9 октября 1984    |
| Манчестер Юнайтед        | 4:0         | 3:0           | 7:0  | Бернли                  | 26 сентября 1984 | 9 октября 1984    |
| Ньюкасл Юнайтед          | 3:1         | 1:0           | 4:1  | Брэдфорд Сити           | 26 сентября 1984 | 10 октября 1984   |
| Лейтон Ориент            | 1:4         | 1:3           | 2:7  | Лутон Таун              | 25 сентября 1984 | 9 октября 1984    |
| Портсмут                 | 1:0         | 0:3           | 1:3  | Ноттингем Форест        | 25 сентября 1984 | 10 октября 1984   |
| Порт Вейл                | 1:2         | 0:0           | 1:2  | Вулверхэмптон Уондерерс | 24 сентября 1984 | 9 октября 1984    |
| Престон Норт Энд         | 3:3         | 1:6           | 4:9  | Норвич Сити             | 25 сентября 1984 | 9/10 октября 1984 |
| Сканторп Юнайтед         | 2:3         | 1:3           | 3:6  | Астон Вилла             | 24 сентября 1984 | 10 октября 1984   |
| Шеффилд Юнайтед          | 2:2         | 0:4           | 2:6  | Эвертон                 | 26 сентября 1984 | 10 октября 1984   |
| Шеффилд Уэнсдей          | 3:0         | 1:2           | 4:2  | Хаддерсфилд Таун        | 25 сентября 1984 | 9/10 октября 1984 |
| Шрусбери Таун            | 2:2         | 1:2           | 3:4  | Болтон Уондерерс        | 25 сентября 1984 | 9/10 октября 1984 |
| Саутгемптон              | 3:2         | 2:2           | 5:4  | Халл Сити               | 25 сентября 1984 | 9 октября 1984    |
| Стокпорт Каунти          | 0:0         | 0:2           | 0:2  | Ливерпуль               | 24 сентября 1984 | 9 октября 1984    |
| Сток Сити                | 1:2         | 1:1           | 2:3  | Ротерем Юнайтед         | 26 сентября 1984 | 9 октября 1984    |
| Сандерленд               | 2:1         | 0:0           | 2:1  | Кристал Пэлас           | 25 сентября 1984 | 10 октября 1984   |
| Уолсолл                  | 1:2         | 3:0           | 4:2  | Ковентри Сити           | 25 сентября 1984 | 9 октября 1984    |
| Уотфорд                  | 3:1         | 0:1           | 3:2  | Кардифф Сити            | 25 сентября 1984 | 9 октября 1984    |
| Уиган Атлетик            | 0:0         | 1:3           | 1:3  | Вест Бромвич Альбион    | 25 сентября 1984 | 10 октября 1984   |
| Йорк Сити                | 2:4         | 1:4           | 3:8  | Куинз Парк Рейнджерс    | 25 сентября 1984 | 9 октября 1984    |

## Третий раунд
Во втором раунде приняли участие 32 победителя второго раунда. Победитель третьего раунда определялся по результатам одного матча, в случае ничейного исхода назначалась переигровка.

### Матчи
| Хозяева              | Счёт | Гости                   | Дата            |
| -------------------- | ---- | ----------------------- | --------------- |
| Бирмингем Сити       | 0:0  | Вест Бромвич Альбион    | 30 октября 1984 |
| Ипсвич Таун          | 1:1  | Ньюкасл Юнайтед         | 30 октября 1984 |
| Лидс Юнайтед         | 0:4  | Уотфорд                 | 31 октября 1984 |
| Лутон Таун           | 3:1  | Лестер Сити             | 30 октября 1984 |
| Манчестер Сити       | 0:0  | Вест Хэм Юнайтед        | 31 октября 1984 |
| Манчестер Юнайтед    | 1:2  | Эвертон                 | 30 октября 1984 |
| Норвич Сити          | 0:0  | Олдершот                | 31 октября 1984 |
| Ноттингем Форест     | 1:1  | Сандерленд              | 31 октября 1984 |
| Ноттс Каунти         | 6:1  | Болтон Уондерерс        | 30 октября 1984 |
| Оксфорд Юнайтед      | 3:2  | Арсенал                 | 31 октября 1984 |
| Куинз Парк Рейнджерс | 1:0  | Астон Вилла             | 30 октября 1984 |
| Ротерем Юнайтед      | 0:0  | Гримсби Таун            | 30 октября 1984 |
| Шеффилд Уэнсдей      | 3:2  | Фулхэм                  | 30 октября 1984 |
| Саутгемптон          | 2:2  | Вулверхэмптон Уондерерс | 30 октября 1984 |
| Тоттенхэм Хотспур    | 1:0  | Ливерпуль               | 31 октября 1984 |
| Уолсолл              | 2:2  | Челси                   | 30 октября 1984 |

### Переигровки
| Хозяева                 | Счёт | Гости            | Дата          |
| ----------------------- | ---- | ---------------- | ------------- |
| Олдершот                | 0:4  | Норвич Сити      | 6 ноября 1984 |
| Челси                   | 3:0  | Уолсолл          | 6 ноября 1984 |
| Гримсби Таун            | 6:1  | Ротерем Юнайтед  | 6 ноября 1984 |
| Ньюкасл Юнайтед         | 1:2  | Ипсвич Таун      | 7 ноября 1984 |
| Сандерленд              | 1:0  | Ноттингем Форест | 6 ноября 1984 |
| Вест Бромвич Альбион    | 3:1  | Бирмингем Сити   | 7 ноября 1984 |
| Вест Хэм Юнайтед        | 1:2  | Манчестер Сити   | 6 ноября 1984 |
| Вулверхэмптон Уондерерс | 0:2  | Саутгемптон      | 6 ноября 1984 |

## Четвёртый раунд
В четвёртом раунде приняли участие 16 победителей третьего раунда. Победитель четвёртого раунда определялся по результатам одного матча, в случае ничейного исхода назначалась переигровка.

### Матчи
| Хозяева         | Счёт | Гости                | Дата           |
| --------------- | ---- | -------------------- | -------------- |
| Челси           | 4:1  | Манчестер Сити       | 21 ноября 1984 |
| Эвертон         | 0:1  | Гримсби Таун         | 20 ноября 1984 |
| Ипсвич Таун     | 2:1  | Оксфорд Юнайтед      | 20 ноября 1984 |
| Норвич Сити     | 3:0  | Ноттс Каунти         | 21 ноября 1984 |
| Шеффилд Уэнсдей | 4:2  | Лутон Таун           | 20 ноября 1984 |
| Саутгемптон     | 1:1  | Куинз Парк Рейнджерс | 20 ноября 1984 |
| Сандерленд      | 0:0  | Тоттенхэм Хотспур    | 21 ноября 1984 |
| Уотфорд         | 4:1  | Вест Бромвич Альбион | 20 ноября 1984 |

### Переигровки
| Хозяева              | Счёт | Гости       | Дата           |
| -------------------- | ---- | ----------- | -------------- |
| Куинз Парк Рейнджерс | 0:0  | Саутгемптон | 27 ноября 1984 |
| Тоттенхэм Хотспур    | 1:2  | Сандерленд  | 5 декабря 1984 |

### Вторая переигровка
| Хозяева              | Счёт | Гости       | Дата            |
| -------------------- | ---- | ----------- | --------------- |
| Куинз Парк Рейнджерс | 4:0  | Саутгемптон | 12 декабря 1984 |

## Пятый раунд
В пятом раунде приняли участие 8 победителей третьего раунда. Победитель пятого раунда определялся по результатам одного матча, в случае ничейного исхода назначалась переигровка.

### Матчи
| Хозяева      | Счёт | Гости                | Дата           |
| ------------ | ---- | -------------------- | -------------- |
| Челси        | 1:1  | Шеффилд Уэнсдей      | 28 января 1985 |
| Гримсби Таун | 0:1  | Норвич Сити          | 16 января 1985 |
| Ипсвич Таун  | 0:0  | Куинз Парк Рейнджерс | 23 января 1985 |
| Уотфорд      | 0:1  | Сандерленд           | 23 января 1985 |

### Переигровки
| Хозяева              | Счёт | Гости       | Дата           |
| -------------------- | ---- | ----------- | -------------- |
| Куинз Парк Рейнджерс | 1:2  | Ипсвич Таун | 28 января 1985 |
| Шеффилд Уэнсдей      | 4:4  | Челси       | 30 января 1985 |

### Вторая переигровка
| Хозяева | Счёт | Гости           | Дата           |
| ------- | ---- | --------------- | -------------- |
| Челси   | 2:1  | Шеффилд Уэнсдей | 6 февраля 1985 |

## Полуфиналы
Во полуфиналах приняли участие 4 победителя пятого раунда. Победители полуфиналов определялись по сумме двух матчей.

### Первые матчи
| Сандерленд | 2: 0    | Челси |
| ---------- | ------- | ----- |
| Уэст       | (отчёт) |       |

| Ипсвич Таун | 1:0 | Норвич Сити |
| ----------- | --- | ----------- |
| Д’Аврай     |     |             |

### Ответные матчи
| Челси        | 2:3     | Сандерленд |
| ------------ | ------- | ---------- |
| Уэст · Уокер | (отчёт) |            |

«Сандерленд» одержал победу со счётом 5:2 по сумме двух матчей.
| Норвич Сити | 2:0 | Ипсвич Таун |
| ----------- | --- | ----------- |
| Диэн · Брюс |     |             |

«Норвич Сити» одержал победу со счётом 2:1 по сумме двух матчей.

## Финал
Финал турнира прошёл 24 марта 1985 года на стадионе «Уэмбли» в Лондоне. Победу с нём одержал «Норвич Сити» за счёт автогола соперника.
| Норвич Сити       | 1:0     | Сандерленд |
| ----------------- | ------- | ---------- |
| Чизолм 46′ (авт.) | (отчёт) |            |

| Норвич Сити | Сандерленд |